# Bondinho de Monte Serrat
O Bondinho de Monte Serrat é o transporte existente no Monte Serrat, na cidade brasileira de Santos e que funciona por meio de bondes transitando sob um sistema funicular planejado em 1910, só executado no entanto no ano de 1923 pela então Sociedade Anônima Elevador Monte Serrat, cuja inauguração foi em junho de 1927. Após a proibição dos casinos no Brasil logo após a Segunda Guerra mundial, a referida sociedade tornou-se uma empresa familiar

## Percurso
A viagem até o topo do Monte Serrat leva cerca de quatro minutos, contando com 242 metros de extensão um trilho único, com desvio no centro. Para tanto, dois bondes com capacidade atual para 40 pessoas, muito embora antigamente comportassem 70.

## Maquinário
Os dois bondes em sistema funicular são sustentados por um cabo de aço de uma polegada e meia de diâmetro, com resistência para 90 toneladas. O maquinário é mormente alemão, muito embora haja um motor sobressalente italiano.